# Peter Joseph Valckenberg

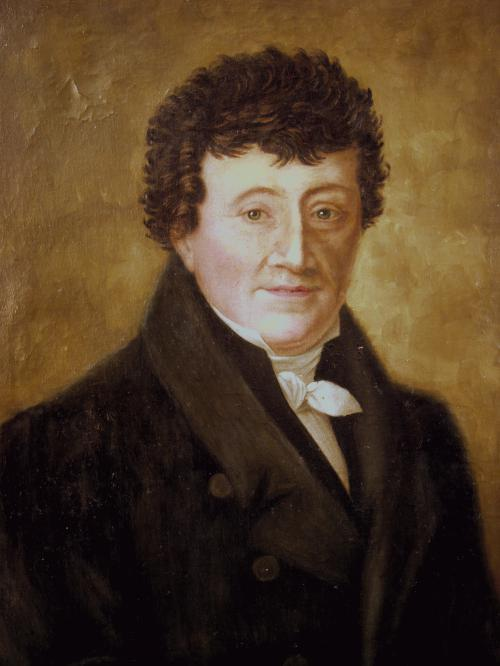
Peter Joseph Valckenberg in 1830

Peter Joseph Valckenberg (Eygelshoven, 1764 – 1837) was een Nederlands wijnkoopman en burgemeester te Worms.
Valckenberg groeide op te Eygelshoven, ging naar het gymnasium in Luik en verhuisde in 1784 naar Worms, waar hij de grondlegger werd van Duitslands oudste import- en exportwijnhandel. Het bedrijf, dat nog steeds in familiehanden is, bezit sinds 1806 ook de oorspronkelijke Liebfraumilch-wijngaard, op het tegenwoordige landgoed Liebfrauenstift-Kirchenstück dat rond de bedevaartkerk van de Madonna van Worms ligt. In een door Fransen gedomineerde tijd, waarin uitsluitend vraag was naar Franse wijn, verscheepte de voormalige Eygelshovense zakenman als eerste Duitse wijnflessen over de Rijn via Rotterdam naar Engeland en later Noord-Amerika. Dat leverde de Liebfraumilch lang internationaal de monopoliepositie op van meest verkochte - en duurste - Duitse wijn.
Valckenberg was van 1812 tot zijn dood in 1837 ook burgemeester van Worms. Twee nazaten van de latere wijnhandelaar, Jan Winand respectievelijk Frans Martinus, werden enkele decennia na het vertrek van hun stamvader overigens zelf nog burgemeester van Eygelshoven: J.W. Valkenberg van 1842 tot 1846, F.M. Valkenberg tussen 1881 en 1886.
- Gemeinsame Normdatei: 1123984794
- Virtual International Authority File: 8072148574286124430009
- WorldCat: E39PBJvCTHH7gmbGXMFGGh9FKd